# Xanti Schawinsky

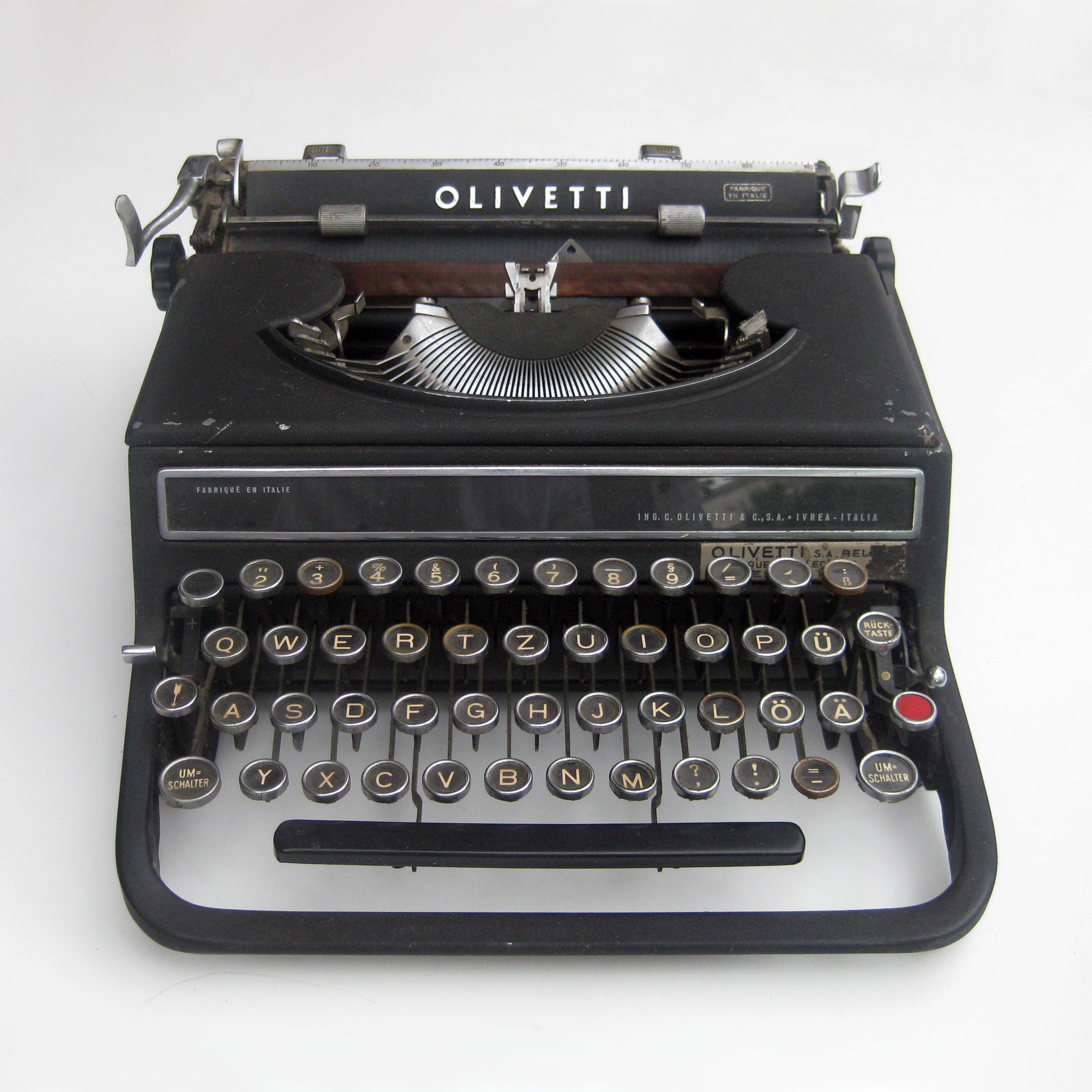
Olivetti Studio 42

Alexander Schawinsky, detto Xanti (Basilea, 26 marzo 1904 – Locarno, 11 settembre 1979), è stato un designer, fotografo e pittore svizzero naturalizzato statunitense.

## Biografia
Inizialmente grafico pubblicitario, dopo aver studiato architettura e pittura partecipò all'esperienza del Bauhaus a Dessau: qui si distinse in particolare negli allestimenti teatrali e perfezionò gli studi fotografici e tipografici.
Nel 1933 si trasferì a Milano, iniziando una collaborazione con lo Studio Boggeri, in cui nel giro di poco tempo risultò essere una "presenza decisiva" per l'apporto alla realizzazione di celebri campagne pubblicitarie.
Si ricordano di questo fruttuoso periodo i manifesti per Cinzano e le pubblicità sui pieghevoli di Motta e soprattutto della Olivetti, con l'applicazione dell'innovativa tecnica del fotomontaggio. Per la Olivetti inoltre partecipò alla realizzazione della macchina per scrivere Olivetti Studio 42.
Invitato al Black Mountain College negli Stati Uniti nel 1936 vi rimase due anni come docente, introducendo la sua esperienza al Bauhaus, prima di trasferirsi a New York. Qui insegnò arti grafiche, disegno e pittura presso il City College Of New York e alla New York University tra il 1943 e il 1945.
In questo periodo risultano notevoli i lavori per il MoMA di New York (Bali Exhibit), quelli governativi (Mostra sull'Elettricità) e per il Smithsonian Institution (U.S. Exhibit on color). Dagli anni sessanta si trasferì ad Oggebbio, sul Lago Maggiore, e portò avanti la sua ininterrotta attività grafica di sperimentazione, riprendendo anche la dimensione più artistica con le sue opere come pittore.
Morì in Svizzera nel 1979.

## Vita privata
Schawinsky sposò in prime nozze Irene von Debschitz, che gli diede il figlio Ben nel 1939. Il matrimonio finì con un divorzio. L'artista si risposò con Gisela Hatzky, e da lei ebbe nel 1973 l'altro figlio, Daniel.